# Silk Road (chợ đen)
Silk Road là một chợ đen trực tuyến và là chợ darknet hiện đại đầu tiên, được biết đến như một nền tảng để bán ma túy bất hợp pháp. Là một phần của dark web, nó được vận hành như một dịch vụ ẩn Tor, sao cho người dùng trực tuyến có thể duyệt nó ẩn danh và an toàn mà không bị giám sát. Trang web được ra mắt vào tháng 2 năm 2011; quá trình phát triển đã bắt đầu sáu tháng trước. Ban đầu có một số lượng hạn chế các tài khoản người bán mới có sẵn; người bán mới phải mua một tài khoản trong một cuộc đấu giá. Sau đó, một khoản phí cố định đã được tính cho mỗi tài khoản người bán mới.
Vào tháng 10 năm 2013, Cục Điều tra Liên bang Mỹ (FBI) đã đóng cửa trang web  và bắt giữ Ross Ulbricht với cáo buộc là người sáng lập ẩn danh của trang web "Dread Pirate Roberts". Vào ngày 6 tháng 11 năm 2013, Silk Road 2.0 đã ra đời và được các quản trị viên cũ của Silk Road điều hành. Nó cũng đã ngừng hoạt động và nhà điều hành bị cáo buộc đã bị bắt vào ngày 6 tháng 11 năm 2014 như là một phần của Chiến dịch Onymous. Ulbricht bị kết án với tám cáo buộc liên quan đến Silk Road tại Tòa án Liên bang Hoa Kỳ tại Manhattan và bị kết án chung thân mà không có khả năng ân xá.

## Lịch sử

### Hoạt động
Silk Road được thành lập vào tháng 2 năm 2011  Cái tên "Silk Road" xuất phát từ một mạng lưới lịch sử của các tuyến thương mại bắt đầu từ thời nhà Hán (206 TCN - 220 sau CN) giữa Châu Âu, Ấn Độ, Trung Quốc và nhiều quốc gia khác trên khu vực Á-Âu. Silk Road đã được điều hành bởi biệt hiệu "Dread Pirate Roberts" (đặt tên theo nhân vật hư cấu từ The Princess Bride), người được biết đến với việc tán thành lý tưởng tự do chủ nghĩa và chỉ trích quy định. Hai cá nhân khác cũng tham gia chặt chẽ vào sự phát triển và thành công của trang web, được gọi là Variety Jones và Smedley.
Vào tháng 6 năm 2011, Gawker đã xuất bản một bài viết về trang web  dẫn đến "Internet buzz"  và lưu lượng truy cập trang web tăng vọt. Sau khi trang web được biết đến công khai, Thượng nghị sĩ Hoa Kỳ Charles Schumer đã yêu cầu các cơ quan thực thi pháp luật liên bang đóng cửa nó, bao gồm cả Cơ quan Thực thi Ma túy (DEA) và Bộ Tư pháp.